# Thomas Ebenstein
Thomas Ebenstein (geboren 1979 in Kärnten) ist ein österreichischer Opernsänger der Stimmlage Tenor. Er gehört seit 2012 dem Ensemble der Wiener Staatsoper an.

## Leben und Wirken
Ebenstein absolvierte seine Gesangsausbildung bei Helena Łazarska an der Universität für Musik und darstellende Kunst Wien. Er besuchte außerdem die Liedklasse von Robert Holl und beendete seine Ausbildung im Jahr 2004 mit Auszeichnung. Von 2003 bis 2012 war er Ensemblemitglied der Komischen Oper Berlin, seit der Spielzeit 2012/2013 gehört er dem Ensemble der Wiener Staatsoper an. Gastengagements führten ihn unter anderem an die New Yorker Metropolitan Opera, das Teatro alla Scala in Mailand, die Bayerische Staatsoper, die Berliner Staatsoper Unter den Linden, die Dresdner Semperoper, die Staatsoper Hamburg, das Festspielhaus Baden-Baden, die Deutsche Oper am Rhein, das Théâtre des Champs-Élysées, die Opéra de Lyon, das Grand Théâtre de Genève, das Theater an der Wien, die Volksoper Wien, zu den Wiener Festwochen, zur Ruhrtriennale, zum Bergen International Festival, und zum Hongkong Arts Festival. Er sang sowohl bei den Salzburger Festspielen, als auch bei den Salzburger Osterfestspielen.
Der Schwerpunkt seiner Rollen liegt im Fach des Tenorbuffos, zu seinen ersten Rollen zählten Pedrillo in Mozarts Die Entführung aus dem Serail, Basilio in Mozarts Le Nozze di Figaro, Monostatos in Mozarts Zauberflöte und Jaquino in Beethovens Fidelio. Dazu kommen die Rollen in Richard-Strauss-Opern wie Salome (Erster Jude), Elektra (Junger Diener und Aegisth), Der Rosenkavalier (Valzacchi), Ariadne auf Naxos (Tanzmeister), Die Frau ohne Schatten (Buckliger) und Capriccio (Monsieur Taupe) und im Wagnerfach der Steuermann im Fliegenden Holländer, David in Die Meistersinger von Nürnberg sowie Mime in Rheingold und in Siegfried. Zu seinem Opernrepertoire zählen auch der Schreiber in Mussorgskis Chowanschtschina, Schujski in Mussorgskis Boris Godunow, Marquis in Prokofjews Spieler, Truffaldino in Prokofjews Liebe zu den drei Orangen, sowie die vier Tenorpartien Andrès, Cochenille, Frantz und Pitichinaccio in Offenbachs Les Contes d'Hoffmann. Auch Opern des 20. (Kudrjaš in Janáčeks Káťa Kabanová, Vítek in Věc Makropulos, Andres und Hauptmann in Bergs Wozzeck, Jack O’Brien und Fatty in Weill's Aufstieg und Fall der Stadt Mahagonny, Bob Boles in Brittens Peter Grimes und Graf Kent in Reimanns Lear) sowie des 21. Jahrhunderts (Caliban in Adès’ The Tempest, Menelaos in Trojahns Orest und Edgar in der Uraufführung von Stauds Weiden) gehören zu seinem Repertoire.
An der Wiener Staatsoper war er bis zum Ende der Spielzeit 2021/22 über 300 Mal in 37 verschiedenen Produktionen, davon 15 Premieren, zu hören und zu sehen.
Ebenstein sang auch bei einer Reihe von Konzerten im Wiener Musikverein und im Konzerthaus Wien, im Konzerthaus Klagenfurt, im Festspielhaus St. Pölten, beim Kammermusikfest Lockenhaus, beim Carinthischen Sommer, sowie in der Berliner Philharmonie, in der Kölner Philharmonie, im Konzerthaus Dortmund, in der Laeiszhalle der Elbphilharmonie Hamburg, beim Schleswig-Holstein Musik Festival, bei den Dresdner Musikfestspielen, in der Carnegie Hall in New York, beim Verbier Festival, beim Lucerne Festival sowie im Concertgebouw Amsterdam, im Auditorium die Milano, der Filharmonia im. Karola Szymanowskiego in Kraków und der Filharmonia Pomorska in Bydgoszcz. Er widmet sich weiters dem Liedgesang und arbeitet in diesem Bereich mit dem Pianisten David Lutz, Charles Spencer und Sarah Tysman zusammen.

## Preise
Ebenstein wurde mehrfach ausgezeichnet: 2001 beim Internationalen Dvořak Wettbewerb in Karlsbad (Tschechien), 2003 beim Musica Juventutis Wettbewerb des Wiener Konzerthauses und 2005 beim Internationalen Heinrich Strecker Wettbewerb in Baden bei Wien. 2007 war er Stipendiat der Richard Wagner Stipendienstiftung für die Bayreuther Festspiele.